# Скотти, Бернардино
Бернардино Скотти (итал. Bernardino Scotti; 6 октября 1656, Милан, Миланское герцогство — 16 ноября 1726, Рим, Папская область) — итальянский куриальный кардинал. Секретарь Священной Конгрегации церковного иммунитета с 23 мая 1694 по 10 декабря 1711. Губернатор Рима и вице-камерленго Святой Римской Церкви с 10 декабря 1711 по 16 декабря 1715. Про-губернатор Рима с 16 декабря 1715 по 26 июня 1717. Про-префект Верховного Трибунала Апостольской Сигнатуры справедливости с 21 июня 1717 по 26 ноября 1718. Префект Верховного Трибунала Апостольской Сигнатуры справедливости с 26 ноября 1718 по 16 ноября 1726. Камерленго Священной Коллегии кардиналов c 20 января 1723 по 12 января 1724. Кардинал in pectore с 29 мая по 16 декабря 1715. Кардинал-священник с 16 декабря 1715, с титулом церкви Сан-Пьетро-ин-Монторио с 5 февраля 1716 по 16 ноября 1726.